# Celos (película de 1999)
Celos es una película de cine española de 1999 dirigida por Vicente Aranda y protagonizada por Aitana Sánchez Gijón y Daniel Giménez Cacho. Está basada en un hecho real. 

## Argumento
Todo parece ir bien para Carmen y Antonio: sus preparativos de boda, el arreglo de la futura casa, sus respectivos trabajos. Accidentalmente Antonio descubre una foto de Carmen con otro hombre. Aunque ella y sus amigos quieran quitarle importancia, surge en Antonio el desasosiego de la duda y una obsesión enfermiza que dominará todos sus actos: los celos.
- Datos: Q599848